# Stazione di Lilla Europa
La stazione di Lilla Europa (in francese gare de Lille-Europe) è un'importante stazione ferroviaria di Lilla in Francia.